# 短筒獐牙菜
短筒獐牙菜（学名：Swertia connata）为龙胆科獐牙菜属下的一个种。

## 扩展阅读
- 維基物種上的相關：短筒獐牙菜